# 1915 en France
Chronologie de la France
- 1911
- 1912
- 1913
- 1914
- 1915
- 1916
- 1917
- 1918
- 1919

Cette page concerne l'année 1915 du calendrier grégorien.

## Événements

### Janvier
- 12 janvier : reprise de la session parlementaire ; les Chambres siègent sans interruption jusqu'à la fin de la législature (octobre 1919), le gouvernement ayant renoncé à user de son droit de clôture des sessions[1].
- 19 janvier : Georges Claude dépose aux États-Unis le brevet du tube à néon[2].
- 26 janvier : André Citroën obtient une commande d’un million d’obus de 75. Il installe ses usines quai de Javel à Paris sur un terrain acquis le 17 mars et y introduit le travail à la chaîne[3].

### Février
- 8-14 janvier : violents combats à Crouy au nord-est de Soissons ; les Français perdent une tête de pont sur la rive droite de l'Aisne dans ce qui sera appelé l'« affaire de Soisson »[4].
- 5 février : l'Allemagne annonce le blocus des côtes alliées ; début de la guerre sous-marine[5].
- 10 février : loi autorisant le relèvement à 3,5 milliards de francs de la limite d'émission des bons du Trésor. Création des obligations de la Défense nationale[6].
- 15 février - 23 mars : bataille de Vauquois[7] ; guerre des mines sur la butte de Vauquois jusqu’en avril 1918.
- 16 février : début de deuxième offensive alliée en Champagne pour empêcher tout transfert de troupes allemandes en Russie (fin le 16 mars)[8].
- 17 février : début de la bataille des Éparges pour le contrôle de la plaine de Woëvre (assaut les 17-21 février, 17-27 mars et 5-9 avril)[9].

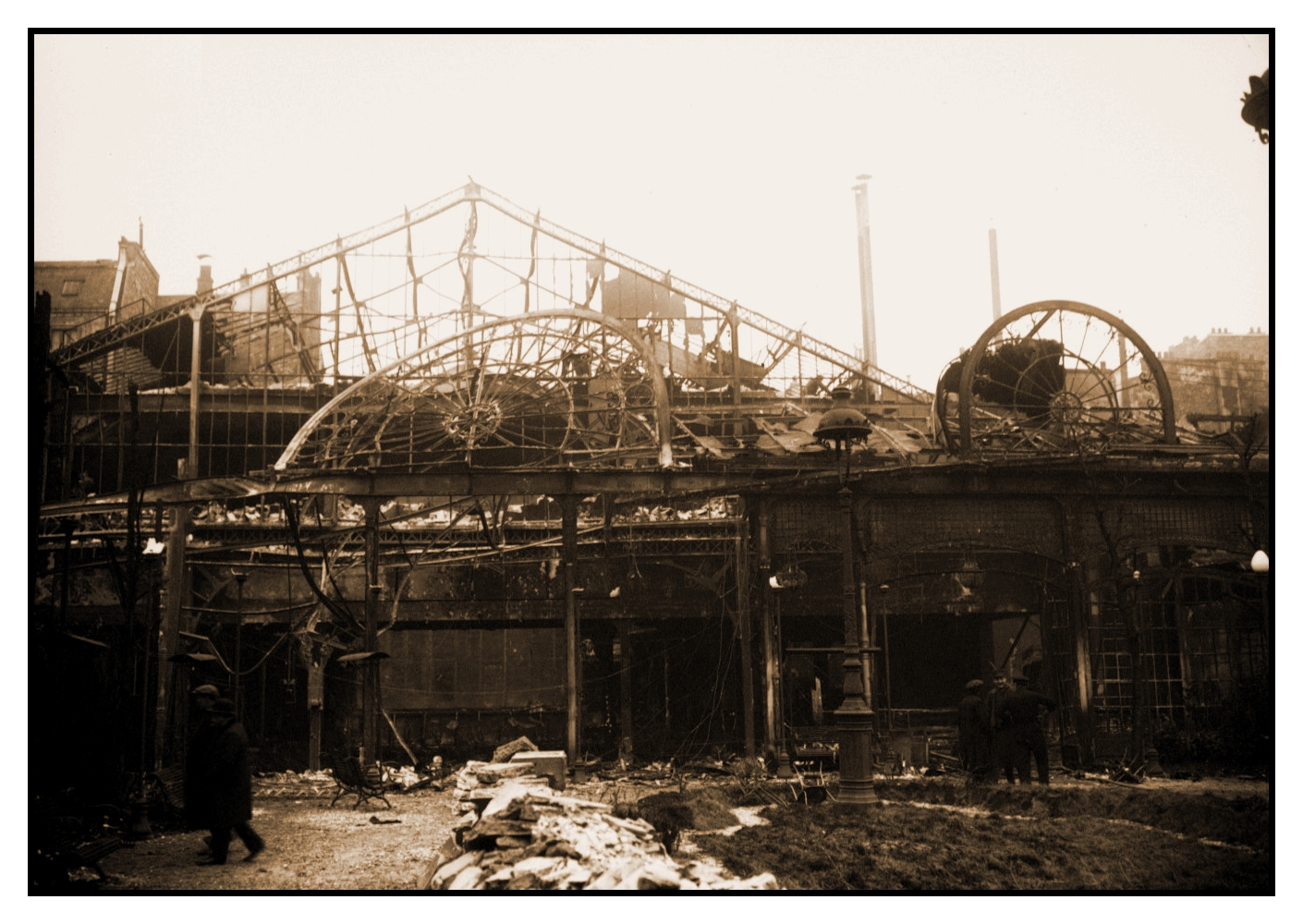
Le Moulin-Rouge après l'incendie de 1915 (7 juillet 1915).

- 27 février : incendie du Moulin-Rouge à Paris[10].

### Mars
- 10-13 mars : violents combats à Neuve-Chapelle entre Britanniques et Allemands[11].
- 16 mars : échec de la tentative de percée française en Champagne (16 février-16 mars)[12].

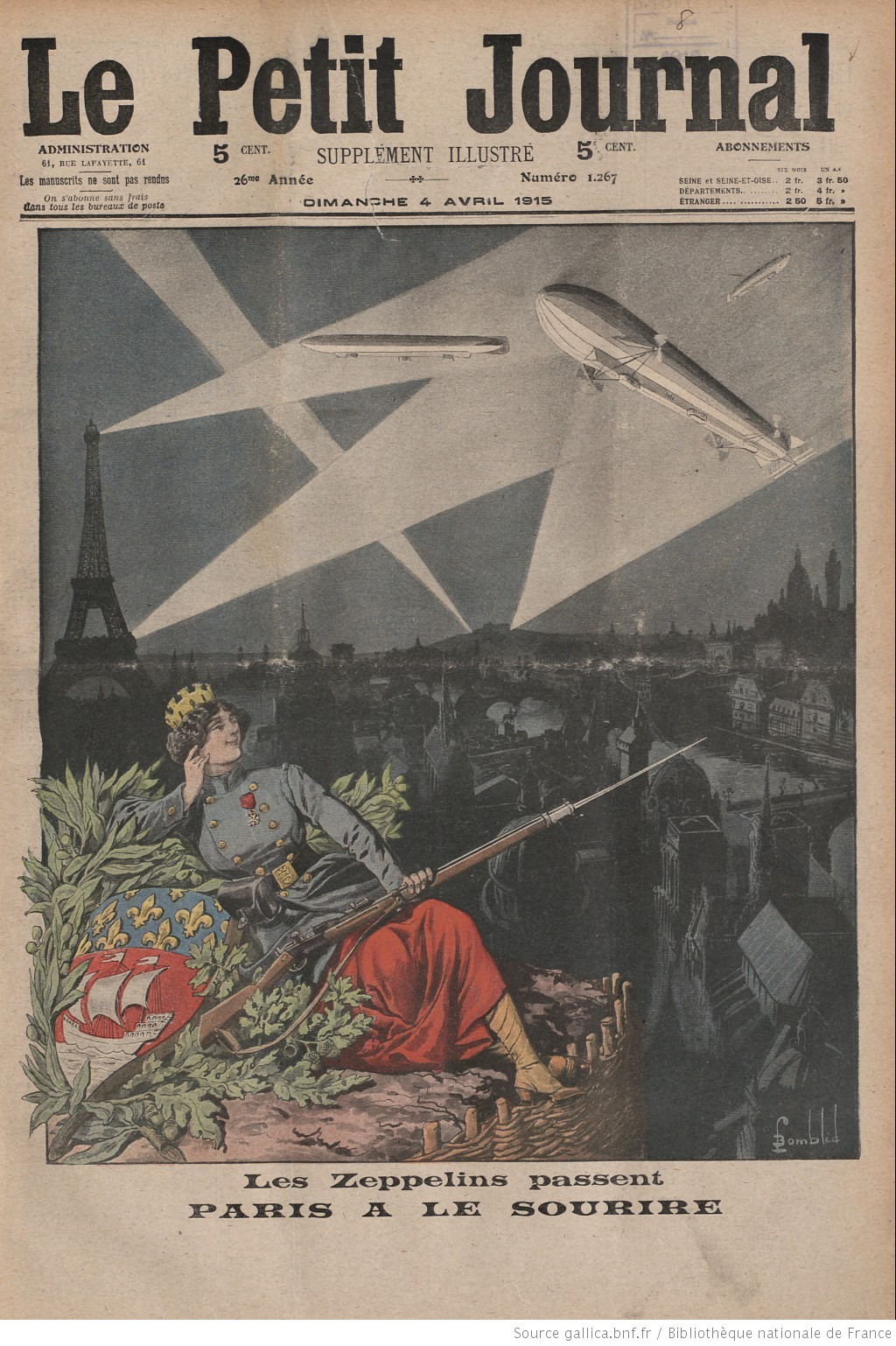
Le petit journal du 4 avril 1915.

- 20-21 mars : un zeppelin bombarde de nuit la gare Saint-Lazare et la gare du Nord à Paris[13].

### Avril
- 7 avril : loi sur la révision des naturalisations des étrangers provenant des pays ennemis de la France, procédure confiée aux autorités administrative ; la loi du 18 juin 1917 rétablit les prérogatives des tribunaux publics (25 000 procédures de révision pour 549 retraits de nationalité)[14].
- 18 avril : l'aviateur Roland Garros est fait prisonnier après son atterrissage forcé derrière les lignes allemandes[15].
- 22 avril : deuxième bataille d'Ypres[5] ; première utilisation de gaz incapacitants (chlore) par les Allemands à Ypres[13].

### Mai
- 9 - 15 mai : offensive française en Artois. Échec (juin)[12].
- 15-27 mai : victoire britannique à la bataille de Festubert, en Artois[16].
- 15 mai : Albert Thomas est nommé sous-secrétaire d’État chargé de l'Artillerie et de l'équipement militaire[17].
- 24 mai : les Alliés envoient une note de protestation au gouvernement ottoman à propos du massacre des Arméniens[18].

### Juin
- 7-13 juin : victoire française à la bataille d’Hébuterne, en Artois[19].

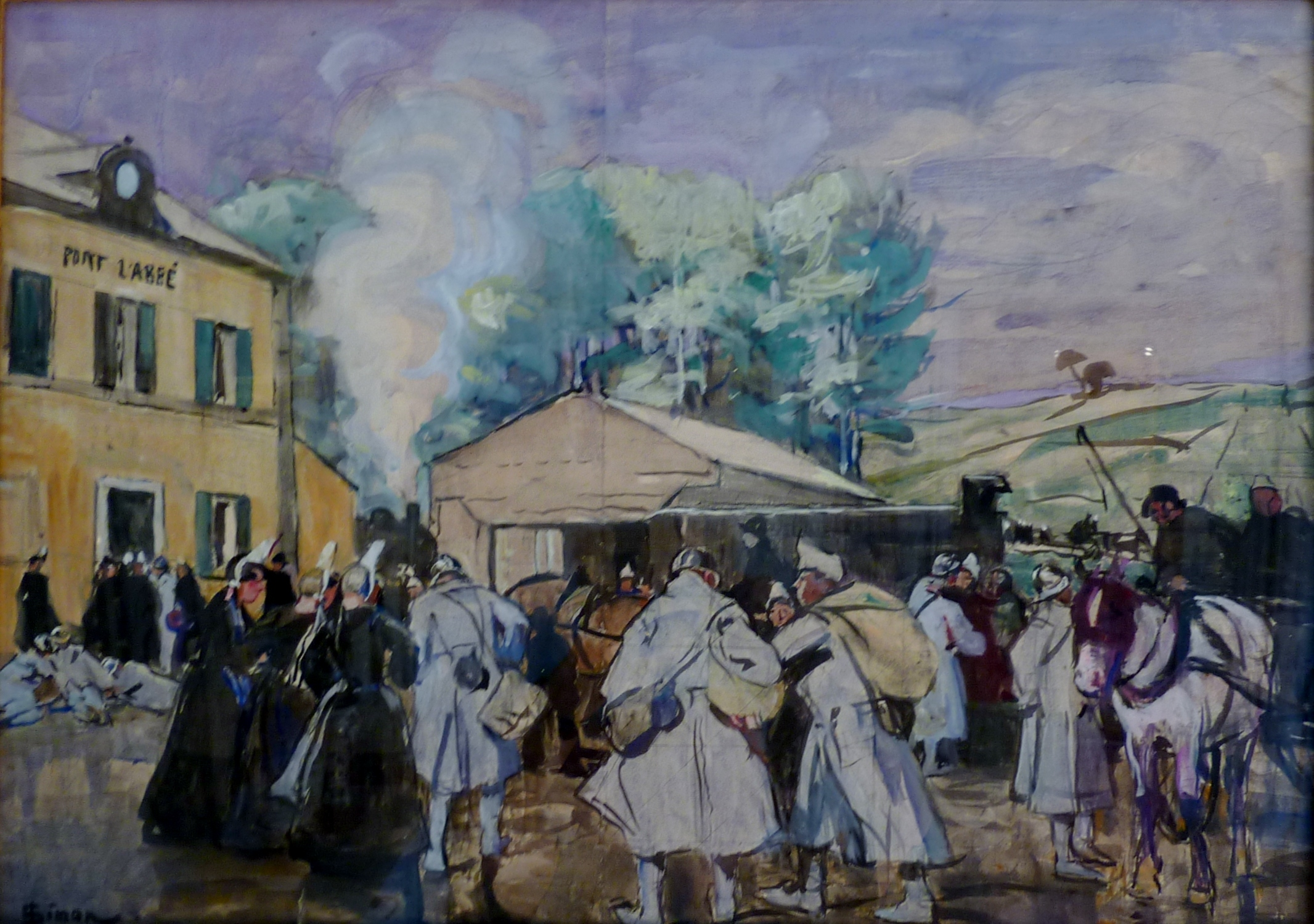
Lucien Simon : Départ des permissionnaires de la Grande Guerre à la gare de Pont-l'Abbé (1916, manoir de Kerazan, fondation Astor)

- 30 juin : circulaire sur les permissions des combattants des armées d'opération applicable au 1er juillet ; un système de permission par roulement est établi entre cette date et le 12 août, quand une nouvelle circulaire harmonise la réglementation des permissions du front (6 jours)[20].

### Juillet
- 1er juillet : Gabrielle Chanel ouvre une maison de couture à Biarritz[21].
- 2 juillet :
  - le gouvernement lance la « campagne de l'or » pour inciter les Français à changer leurs pièces d'or contre des billets. C'est la fin de la circulation des monnaies d'or[22].
  - une loi crée la qualification de « mort pour la France ». Cette mention est une récompense morale visant à honorer le sacrifice des combattants morts en service commandé et des victimes civiles de la guerre[23].
- 7 juillet : première conférence interalliée à Chantilly où sont examinées les offensives sur le front de l’Ouest, le front italien et en Serbie[24].
- 10 juillet : loi déterminant les salaires de base et instituant des comités paritaires de salaires pour les ouvrières à domicile[17].
- 14 juillet : les cendres de Rouget de Lisle sont transférées aux Invalides en présence du Président de la République Raymond Poincaré[5].
- 20 juillet : début de la bataille du Linge dans les Vosges[25] (fin le 15 octobre).

### Août
- 16 août : le journal de Clemenceau L'Homme enchaîné est suspendu par la censure pour avoir critiqué le général Joffre[5].
- 17 août : promulgation de la loi Dalbiez, adoptée par la Chambre le 26 juin 1915 à l'unanimité, qui vise à chasser les « embusqués » en rationalisant l'affectation des hommes, aussi bien vers le front que dans l'industrie[20].
- 26 août : la Chambre vote par 535 voix contre une la confiance au gouvernement après un discours du président du Conseil René Viviani[26].

### Septembre
- 5-8 septembre : conférence de Zimmerwald (Suisse), première expression de l'opposition à la guerre[17].
- 10 septembre : premier numéro du Canard enchaîné, hebdomadaire satirique fondé par Jeanne et Maurice Maréchal, aidés par Henri-Paul Deyvaux-Gassier. La première série se termine au cinquième numéro, mais le journal renaît le 5 juillet 1916[27].
- 15 septembre : création du Dernier Bateau, un journal de tranchées français.
- 22 septembre : exécution par les Allemands à Lille des principaux membres du comité Jacquet, Verhulst, Maertens et Deconinck, condamnés à mort par le tribunal militaire de Lille à la suite de l'affaire Mapplebeck[28].
- 25 septembre : échec d’une tentative franco-britannique de percée en Champagne et en Artois (fin le 11 octobre)[12]. Jour le plus meurtrier de l’histoire de France (22 591 morts environ)[29].
- 25-28 septembre: victoire allemande sur les forces britanniques à la bataille de Loos en Artois[30]. Les gaz toxiques sont utilisés par les britanniques pour la première fois[31].
- 30 septembre : dernier numéro de La Gazette, le premier hebdomadaire français fondé en 1631[32].

### Octobre

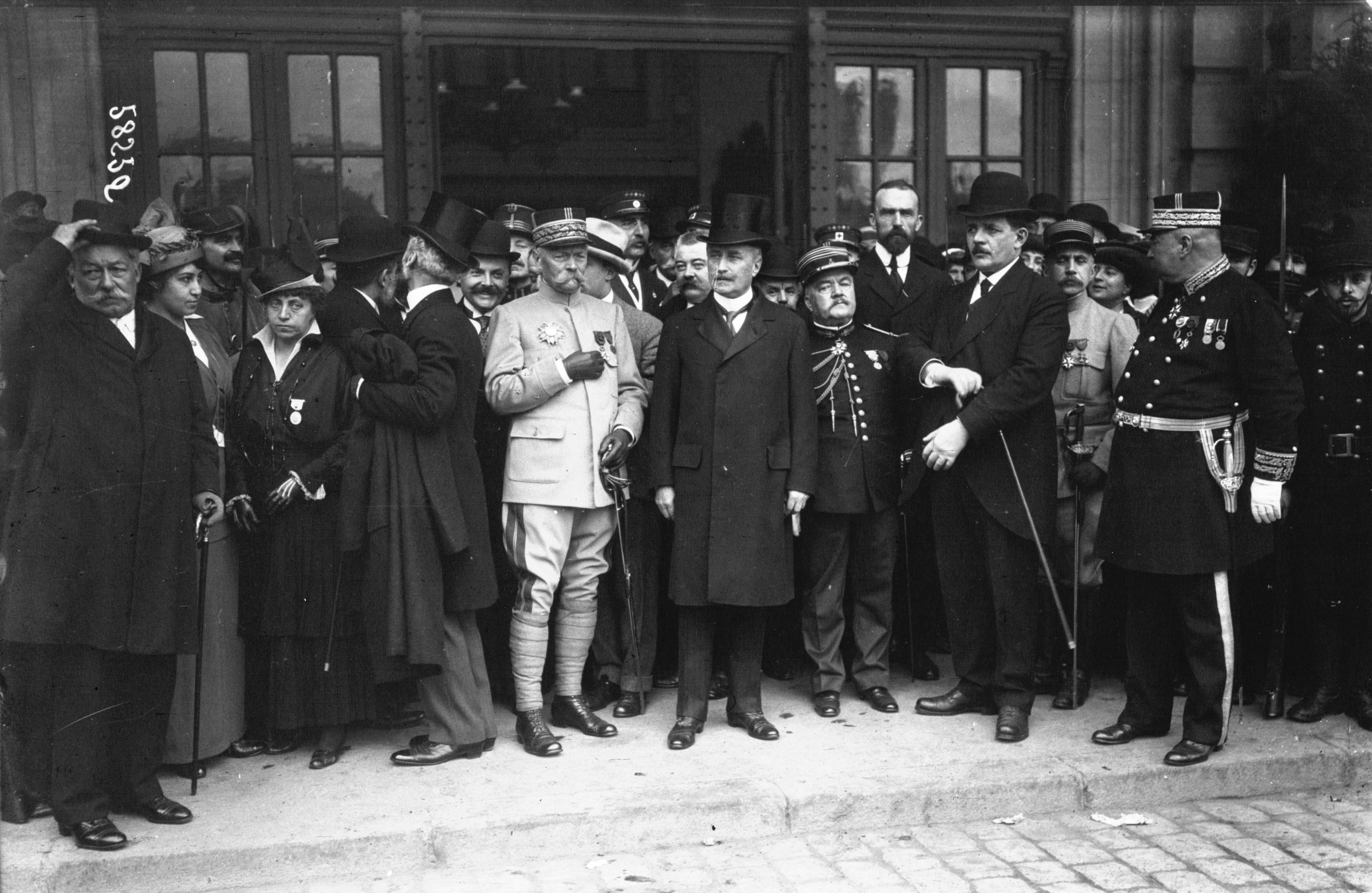
Paul Deschanel, président de la Chambre des députés, Édouard Herriot, maire de Lyon, et le général Ménier, lors de l'arrivée des grands blessés de la Grande Guerre à Lyon le 27 septembre 1915.

- 4 octobre : à Chantilly, le général Joffre accepte devant Poincaré le départ d'un corps expéditionnaire pour l'Orient commandé par le général Sarrail pour soutenir la Serbie face à la Bulgarie. Courant octobre, les forces alliées qui se replient depuis les Dardanelles débarquent à Salonique[33].
- 13 octobre : démission du ministre des Affaires étrangères Théophile Delcassé à la suite de l’échec des négociations avec la Bulgarie[33]. Le président du Conseil René Viviani assure l’intérim.
- 16 octobre : réquisition des blés et farines[34].
- 29 octobre : démission du président du Conseil Viviani. Aristide Briand, nommé Président du Conseil forme un cinquième gouvernement[35].

### Novembre
- 4 novembre : Clemenceau devient président de la commission des affaires étrangères et de l'armée au Sénat[5].
- 16 novembre : émission d'un emprunt national à 5 % pour financer la guerre[36].
- 17 novembre : premier saut militaire en parachute par Constant Duclos[37].
- 25 novembre : lancement du premier grand emprunt de la guerre sous le nom d'Emprunt de la victoire avec plus de 2 milliards de francs souscrits (rente à 5 %)[38].
- 26 novembre : loi créant un service distinct au sein de la direction de la dette inscrite, le services des émissions des bons de la défense nationale, installé dans le pavillon de Flore[39].
- 30 novembre : à la demande du général Gallieni, ministre de la Guerre, la Chambre des députés vote l'incorporation immédiate de la classe 1917[5].
- Novembre : création d’un Service d’utilisation des produits coloniaux pour la Défense nationale[40].

### Décembre
- 2 décembre : le général Joffre est nommé par décret commandant en chef de toutes les armées françaises sur tous les fronts d'Europe[41]. Des tensions entre le gouvernement et l’état-major aboutissent le 11 décembre à la nomination du général de Castelnau comme chef d’état-major général des armées françaises[42].
- 6 - 8 décembre : conférence de Chantilly. Les Alliés coordonnent leur plan d’offensive pour 1916[43].
- 10 décembre : fraternisation des soldats français et allemands au « Moulin rouge » de Thélus, dans le Pas-de-Calais, décrite dans les carnets de guerre de Louis Barthas[44].

## Naissances en 1915
- 4 janvier : Samuel Gaumain, évêque catholique français, évêque émérite de Moundou (Tchad) († 20 août 2010).
- 10 janvier : Laure Diebold, née Laure Mutschler, résistante française (Mado), qui fut la secrétaire de Jean Moulin († 17 octobre 1965).
- 15 février : Georges Gorse, homme politique français († 17 mars 2002).
- 27 février : Arthur Gilson, homme politique belge († 2 février 2004).
- 1er mars : Marius Maziers, évêque catholique français, archevêque émérite de Bordeaux († 14 août 2008).
- 5 mars : Laurent Schwartz, mathématicien français († 4 juillet 2002).
- 7 mars : Jacques Chaban-Delmas, homme politique français († 10 novembre 2000).
- 11 mars : Hervé-Maria Le Cléac’h, évêque catholique français, évêque émérite de Taiohae ou Tefenuaenata.
- 26 avril : Jean Laviron, réalisateur français († en 1987).
- 12 mai : frère Roger, fondateur et animateur de la Communauté de Taizé († 16 août 2005).
- 4 juillet : Jacques Silberfeld, écrivain français († 17 janvier 1991).
- 11 juillet : Guy Schoeller, éditeur français († 24 octobre 2001).
- 25 juillet : Albert Preziosi, aviateur militaire français († 28 juillet 1943).
- 29 juillet : Marie-Alphonsine Loretti, ambulancière militaire française première femme décorée de la Médaille militaire († 5 février 1944).
- 19 août : Alphonse Antoine, coureur cycliste français († 11 novembre 1999).
- 15 septembre : Michel Vitold, comédien français († 14 juin 1994).
- 12 novembre : Roland Barthes, écrivain et critique français († 25 mars 1980).
- 18 novembre : René Margotton, illustrateur et peintre français († 22 décembre 2009).
- 19 décembre : Édith Piaf, chanteuse française, († 11 octobre 1963).

## Décès en 1915
- 1er janvier : Francis Tattegrain, peintre français (° 11 octobre 1852).
- 7 janvier : Georges Mathey, peintre et sculpteur français (° 15 mai 1887).
- 17 février : « Plumeta » (Léonce André), matador français (° 16 septembre 1880).
- 19 février : le général Louis Loyzeau de Grandmaison, mortellement blessé le 18 février à 1 km de Soissons, d'un éclat d'obus dans la tête
- 26 mars : Michel Bréal, linguiste français (° 26 mars 1832).
- 23 août : Eugène Ducretet, ingénieur, pionnier français de la radio[45] (° 27 novembre 1844).
- 15 septembre : Alfred Agache, peintre français (° 29 août 1843).
- 2 octobre : Jean-Bertrand Pégot-Ogier, peintre et dessinateur français (° 7 mai 1877).
- 10 novembre : Louis Nattero, peintre marseillais (° 16 octobre 1870).